# Monestir de Tronoša
El monestir de Tronoša (en serbi: Манастир Троноша) és un monestir ortodox serbi, proper al llogaret de Tršić, prop de Loznica, al districte de Mačva. El monestir va ser fundat per Katarina Nemanjić, la vídua del rei Stefan Dragutin, poc després de la mort del seu marit el 1317. A través del treball dels seus monjos, escribes, va tenir un paper important en la preservació de molts documents i, per tant, en la preservació de la cultura i la tradició a Sèrbia. L'església actual va ser renovada el 1599.
El monstir està associat amb la memòria de Vuk Stefanović Karadžić (1787-1864), el famós reformador de la llengua literària sèrbia i de l'alfabet ciríl·lic serbi, que encara està en ús avui dia. Ell és l'autor de la famosa fórmula: "escriure com es parla" (Писи како говориш) consigna que va impulsar la reforma de la llengua literària. Originari de Tršić, proper que va arribar a l'escola Tronoša el 1797. El monestir allotja un petit museu dedicat a ell.